# Vodní nádrž Eschbach
Vodní nádrž Eschbach (německy: Eschbachtalsperre) byla první přehradou postavená na území Německa za účelem zásobování pitnou vodou, kdy toto vodní dílo bylo uvedeno do provozu roku 1891. Tato průkopnická vodohospodářská práce byla mezníkem v hospodářském rozvoji města Remscheid, které u této přehrady leží.

## Historie
Vodní dílo bylo navrženo průkopníkem v hydraulickém inženýrství a profesorem Ottem Intzem. Stavba byla realizována mezi lety 1889 - 1891, kdy průmyslník Robert Boker využil projektu profesora Intzeho. Až do začátku 20. století bylo v Německu běžné, že se přehrada pojmenovávala podle města u kterého byla postavena a tudíž v pramenech z dob stavby místo názvu "Eschbach-Talsperre" vidíme jméno "Remscheid-Talsperre". Již od svého dokončení bylo vyhledávanou turistickou atrakcí. 15. července 1897 navštívil vodní dílo pruský princ Leopold Friedrich. O dva roky později navštívil přehradu císař Wilhem II a ocenil technologickou kvalitu a důležitost tohoto díla pro okolí. Roku 1977 byla kolem přehrady postavena naučná stezka. Přehrada byla přestavěna mezi lety 1991 - 1994. Bylo znovu položena 35 cm silná betonová podezdívka a byla provedena inspekce chodníků v okolí přehrady. Přehrada byla také opatřena monitorovacím systémem.